# Escuelas Públicas de Lynn

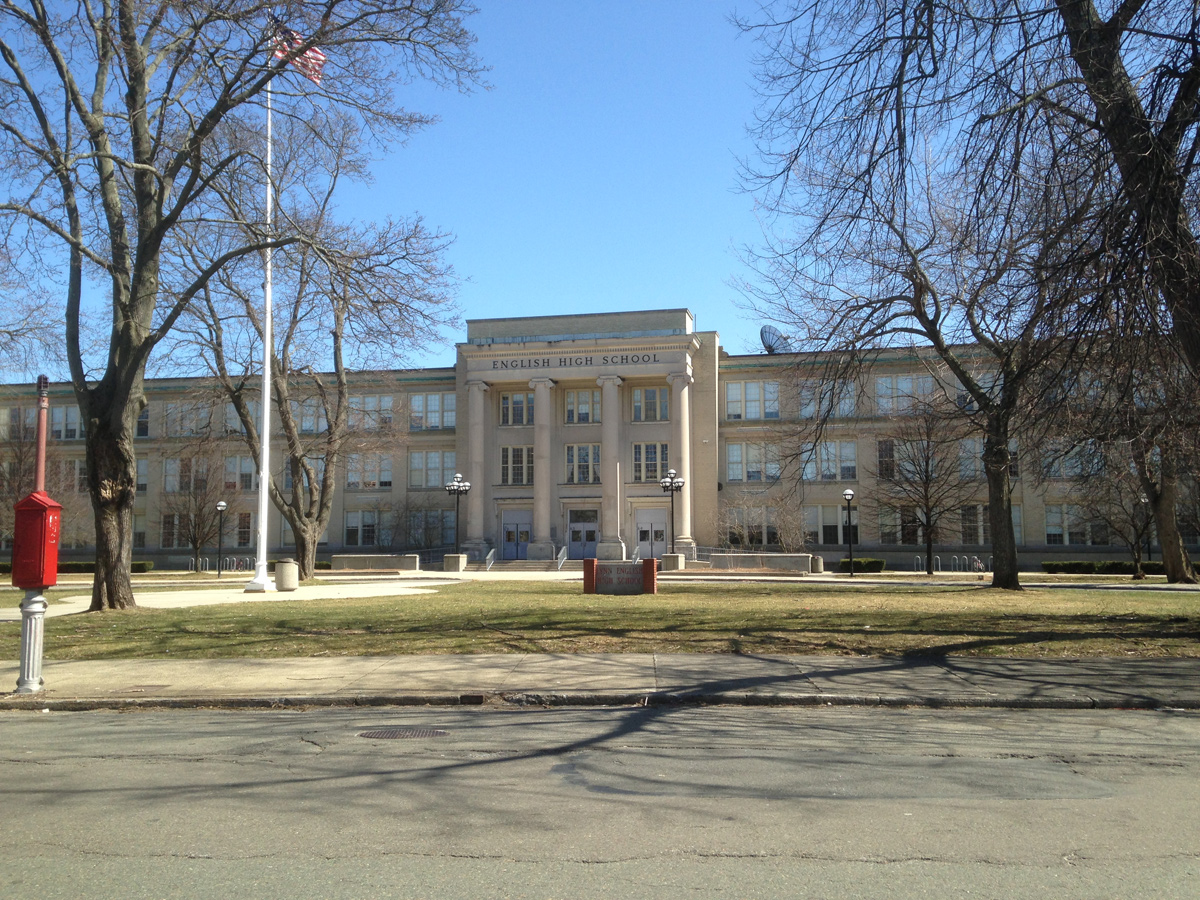
Lynn English High School (EN)

Las Escuelas Públicas de Lynn (Lynn Public Schools) es un distrito escolar de Massachusetts. Tiene su sede en Lynn. El distrito es el quinto distrito escolar más grande de Massachusetts.
En 2003 el distrito estableció una asociación con el Gordon College (EN), una institución de educación terciaria en Wenham. En 2014 el distrito canceló la asociación.
A partir de 2014, el número de los estudiantes guatemaltecos que son inmigrantes ilegales, especialmente del Departamento de San Marcos, aumentó.